# 贾尼木汗·特列吾拜
贾尼木汗·特列吾拜（Жанымқан Тілеубайұлы 1896年—1951年2月4日）哈萨克族，新疆阿勒泰人。中华民国官员。

## 生平
贾尼木汗出身于贵族家庭，是阿勒泰哈萨克族克烈部阿巴克克烈恰合拜部落台吉，阿勒泰区驻省代表。早年兴建清真寺，开办伊斯兰教经文学校，从事商业贸易。1936年，到麦加朝觐。归国之后，于1939年在新疆省会迪化（今乌鲁木齐）参加蒙、哈、柯三族代表会议时，被盛世才扣押逮捕。1940年出狱。1940年8月，奉派到青河县与哈萨克族牧民起义领导人谈判，旋被任命为阿勒泰行政公署副行政长。1941年9月，奉命到柯可托海（今富蕴县）镇压牧民起义。1945年初，调到迪化任新疆省宣抚委员会副主任，到哈萨克牧区做宣抚工作。1946年，担任新疆省联合政府委员、财政厅厅长。
1949年5月以后，新疆省政府委员兼新疆省财政厅厅长贾尼木汉从迪化把全家搬到乌拉泊草湖里居住，不再到财政厅办公，由财政厅副主任秘书倪华德（哈族）每隔两三天去请示批阅文件。1949年8月初，新疆省政府主席包尔汉和省政府秘书长刘孟纯派遣省委员兼省财政厅副厅长白文昱到乌拉泊劝贾尼木汗回省城居住共商起义等事项。贾尼木汉回复白文昱：“我不相信包尔汉的话，你们准备投靠共产党，我不同意。我是穆斯林，我不相信共产主义，我不参加你们的活动，我住在这里很好，我不回省城去，也不去见他们，再不受你们的骗了。你把我的话转告他们，我绝不回省城去。”包尔汉后又派贾尼木汉的儿子达里力汉去劝说，仍无效。随后，贾尼木汗搬到迪化南山居住。新疆和平解放的第三天，贾尼木汉率迪化南山一部分哈族牧民及南山官牧场约3000羊只投奔乌斯满。
中华人民共和国成立后，潜往巴里坤县，率领乌斯满属下的部队继续活动。后因形势不利，试图逃出国境。1950年，被中国人民解放军捕获。1951年经公审后处决。
1951年2月21日，重庆《新华日报》刊登《迪化市人民法庭判处贾尼木汗死刑》：
迪化市人民法庭判处贾尼木汗死刑——该犯充当美帝国主义武装间谍受到人民政府应有的惩罚
【新华社西安十九日电】迪化讯：迪化市人民法庭於本月四日举行公审，判处美帝国主义武装间谍分子贾尼木汗死刑，并於同日执行枪决。
贾尼木汗原系新疆阿山区哈族牧主，於一九四六年加入国民党军统特务组织，一九四七年又参加以马克南（前美国驻迪化副领事）为首的美帝国主义间谍组织，武装反对伊（犁）塔（山）阿（城）三区革命。一九四九年九月新疆和平解放后，贾匪复受马克南命，胁迫哈族部落叛乱，在镇西、奇台、木垒河等县袭击地方人民政府，抢劫群众牲畜财产。去年七月，在我剿匪部队的追击下，在天山北麓的白杨沟战斗中被我活捉。